# SARS-CoV-2-alfavariant

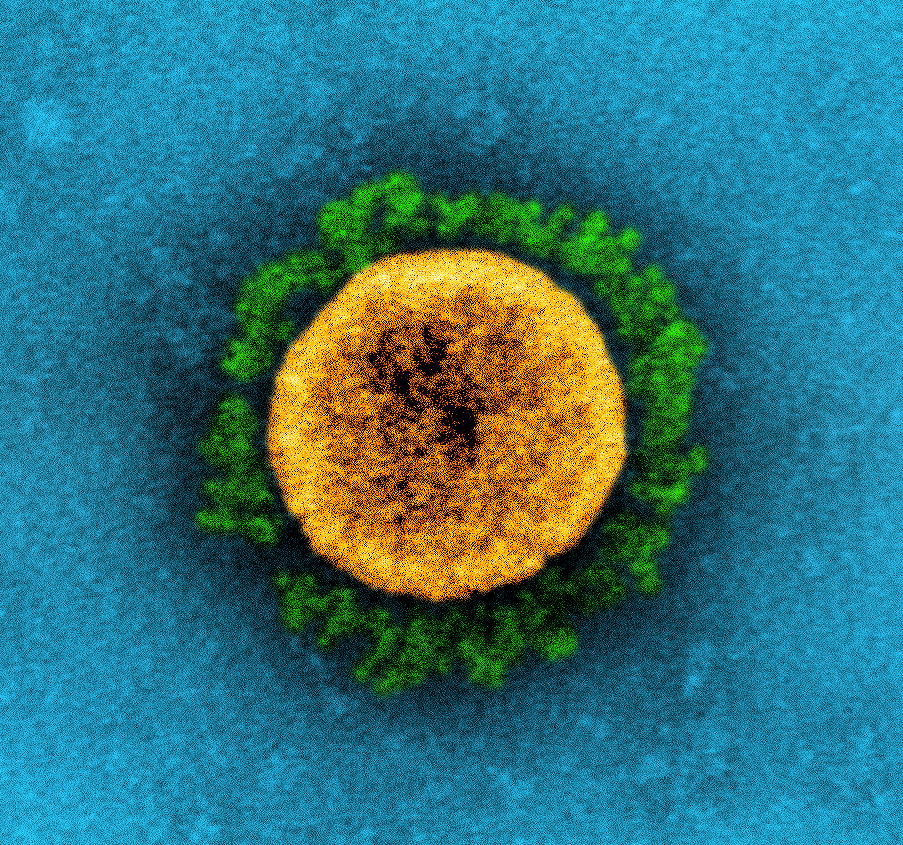

De SARS-CoV-2-alfavariant, ook wel alfavariant, lineage B.1.1.7 of Britse variant genoemd, is een variant van SARS-CoV-2, het virus dat COVID-19 veroorzaakt.
Op 31 mei 2021 maakte de Wereldgezondheidsorganisatie bekend dat de variant binnen publieke kanalen zal worden aangeduid als variant alfa.
De variant werd voor het eerst gesignaleerd in oktober 2020 in het Verenigd Koninkrijk bij het onderzoeken van een monster daterend van een maand eerder. De variant bleek zich medio december veelvuldig te hebben verspreid in Zuid- en Oost-Engeland. De variant werd in verband gebracht met een toename van het aantal infecties van COVID-19 in Engeland. Het is mogelijk dat de toename in ieder geval deels toe te schrijven is aan mutatie N501Y binnen het receptor-bindingsdomein van het spike-glycoproteïne, dat nodig is voor de binding aan ACE2 in menselijke cellen.
De oorzaak van de grotere besmettelijkheid van deze variant was in januari 2021 nog niet bekend.  Op basis van beperkte gegevens bleek er geen bewijs te zijn dat deze variant een ernstiger vorm van COVID-19 zou veroorzaken, of dat de variant minder gevoelig zou zijn voor de reeds ontwikkelde vaccins.
Vanaf december 2020 werd de variant gesignaleerd in steeds meer landen buiten het VK, waaronder Nederland, Duitsland, Frankrijk, Ierland en Japan. Eind december werd de variant ook aangetroffen in Spanje, Canada en Zweden.
De variant ontwijkt en onderdrukt initieel de immuunreactie door veel 'Orf9b'-genen die een viraal eiwit aanmaken die het Tom70-eiwit neutraliseert. Dit eiwit speelt een grote rol in het produceren van interferon als alarmsignaal voor het immuunsysteem. Na ongeveer 12 uur lukt het de cellen om het Tom70-eiwit te deblokkeren, waarna een hevige immuunreactie op gang komt.